# Schwarmkunst
Schwarmkunst (engl. crowd art) ist die Bezeichnung dafür, wenn viele Menschen im  Kollektiv Kunst machen.
Künstler, die sich der Schwarmkunst bedienen, übertragen ihre kreative Begeisterung auf viele Menschen, die Schwarmkünstler, die mit ihnen zusammen Kunstwerke schaffen wollen.

## Definition
Die Kreativität verschiedenster Menschen wird bei der Schwarmkunst gebündelt, koordiniert und so zu einem großen Ganzen vereinigt. Das Gesamtresultat lässt dann zwar eine Handschrift erkennen, aber mit vielen verschiedenen Einzelsignaturen.
Schwarmkunst kann in diesem Sinne auch als eine spezifische Ausprägung von Schwarmintelligenz interpretiert werden.

## Herkunft
Weltweit unter dem Begriff Crowd Art bekannt, wird der Begriff Schwarmkunst dem deutschen Künstler und Blogger Olaf Neumann zugeschrieben, der 2010 in seinem Blog dazu aufrief, ihm Porträtfotos zuzuschicken, anhand derer er jeden Tag eine Zeichnung anfertigte und in seinen Blog stellte. Durch diese Inspiration vieler Menschen entstand am Ende durch die Abbildung des Einzelnen das Bild eines riesigen Schwarms.

## Schwarmkunst in Deutschland
Schwarmkunst ist eine sozial interaktive Kunstrichtung, die initiiert und angeleitet werden muss, sich dann aber selbständig fortsetzt. Dabei entstehen erfahrungsgemäß intensive Kontakte unter den Schwarmkünstlern. Schwarmkunst ist ein niedrigschwelliges Angebot. Jeder kann mitmachen. Auch kleinste Beiträge summieren sich zu einem großen Ganzen und machen jeden Beteiligten, als Teil einer Gruppe, zum erfolgreichen Schwarmkünstler. Schwarmkunst fördert die Reflexion und Kommunikation über Kunst in einem sehr hohen Maß. Schwarmkunstprojekte setzen sich so mit gesellschaftlichen Themen auseinander und nutzen dafür eine eigene Sprache, quasi „mit Herz und Hand“. Schwarmkünstler finden so einen Zugang auch zu schwierigen sozial kritischen Themen. Wer zum Schwarmkünstler wird, ist wenig später durch Nachfragen anderer Besucher schon selber Kunstvermittler. Womit die Frage „ist das Kunst“ plötzlich eine neue, sehr persönliche Dimension bekommt. Dieser vielschichtige und kommunikative Prozess ist Bestandteil des Gesamtkunstwerks und lockt Schwarmkünstler jeder Altersklasse an (auch die Gruppe der Jugendlichen). Es entstehen temporäre, vielschichtige und kommunikative Kunstwerke mit einem ganz eigenen Reiz.
Eine Vertreterin der Schwarmkunst in Deutschland ist die Künstlerin Kerstin Schulz (Atelier Dreieck) aus Gehrden bei Hannover. Kerstin Schulz ging den Weg der Schwarmkunst erstmals bei dem Kunstprojekt „St. Michaelis im Schlussverkauf“ (Braunschweig, 2011), als sie mit 5 bis 20 Schwarmkünstlern zusammen eine Kirche mit Sonderpreisetiketten beklebte. 2012 initiierte Kerstin Schulz in Hannover die Kunstaktion „Strich-Code“, bei der Millionen von Sonderpreisetiketten von einem riesigen Schwarm Menschen in der Altstadt von Hannover vom Historischen Museum bis in das Rotlichtviertel verklebt wurden. Das Projekt wurde 2013 mit dem „Pro Visio“-Preis der Stiftung Kulturregion Hannover ausgezeichnet. 2014 wurde es durch die Beauftragte der Bundesregierung für Kultur und Medien nominiert für den BKM-Preis Kulturelle Bildung, gefördert durch die Stiftung Genshagen bei Berlin.
Kerstin Schulz vertritt die These, dass Kunst und Gestalten Urbedürfnisses des Menschen seien. Sie ist fasziniert davon, mit Massen an Menschen zusammen Kunst zu machen und so im Schwarm etwas Großes zu schaffen, etwas, was sie als Einzelkünstler nie schaffen könnte.
Schwarmkunst im öffentlichen Raum findet man auch beim sogenannten Guerilla-Häkeln (engl. guerilla knitting), bei dem beispielsweise Straßenlaternen, Brücken und Denkmäler von den Aktivisten mit individuell gefertigten Häkelarbeiten verhüllt werden. Ein weiteres Beispiel für Schwarmkunst in den urbanen Räumen ist das Kleben von Postie-Bildern in Hochhausfenstern oder auch das sogenannte Guerilla-Gärtnern (engl. guerilla gardening). Hier werden von den Schwarmkünstlern öffentliche Plätze, wie Verkehrsinseln, Grünstreifen und öde Hinterhöfe mit bunten Blumen bepflanzt bzw. mit Blumensamen versehen, um die Städte wieder bunter zu machen.

## Künstler in der Schwarmkunst
- Manuela Naveau
- Olaf Neumann
- Kerstin Schulz

## Bildergalerie

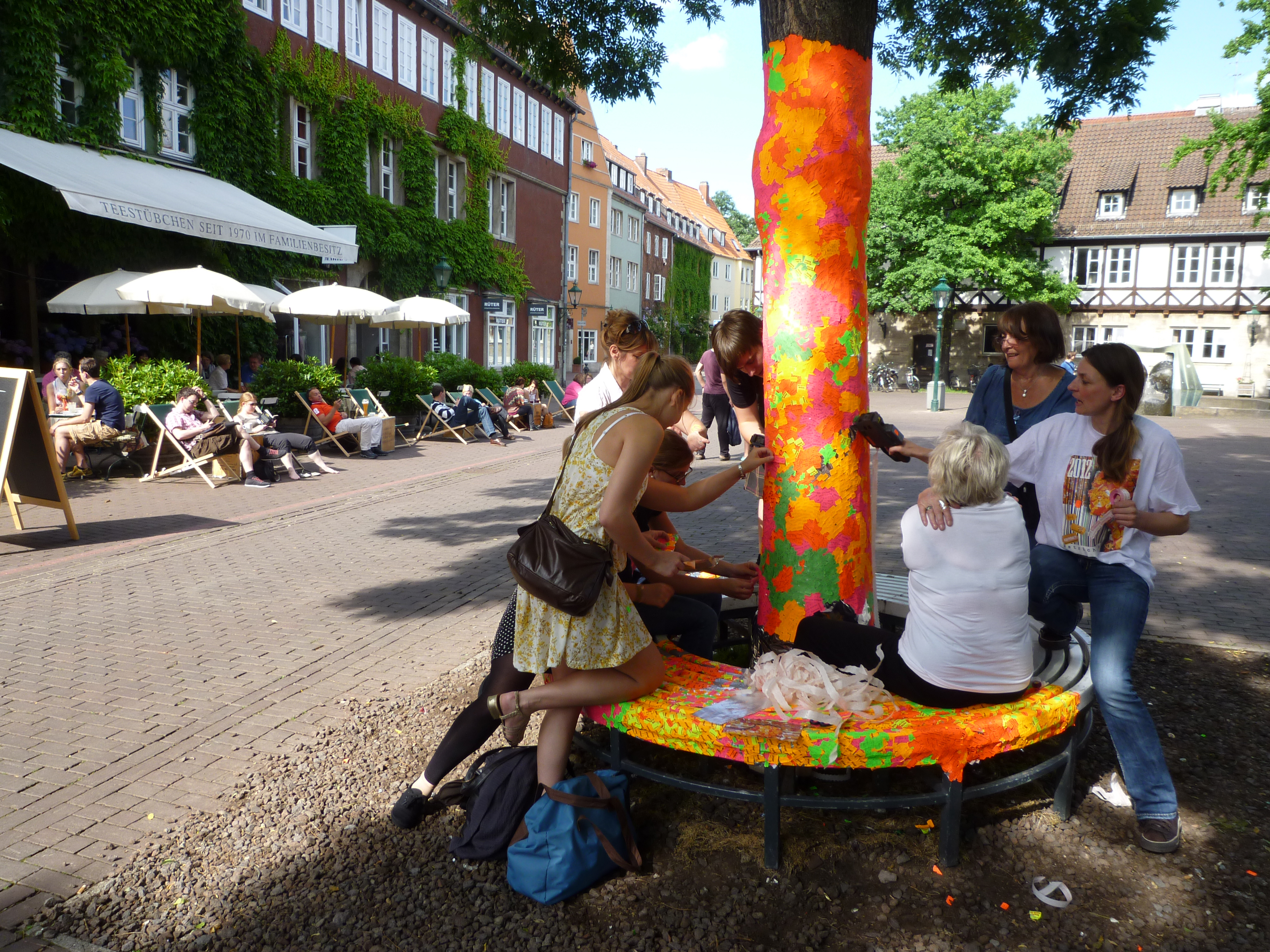
Spontane „Schwarmkünstler“ beim Verkleben von Preisetiketten am Ballhofplatz in Hannover
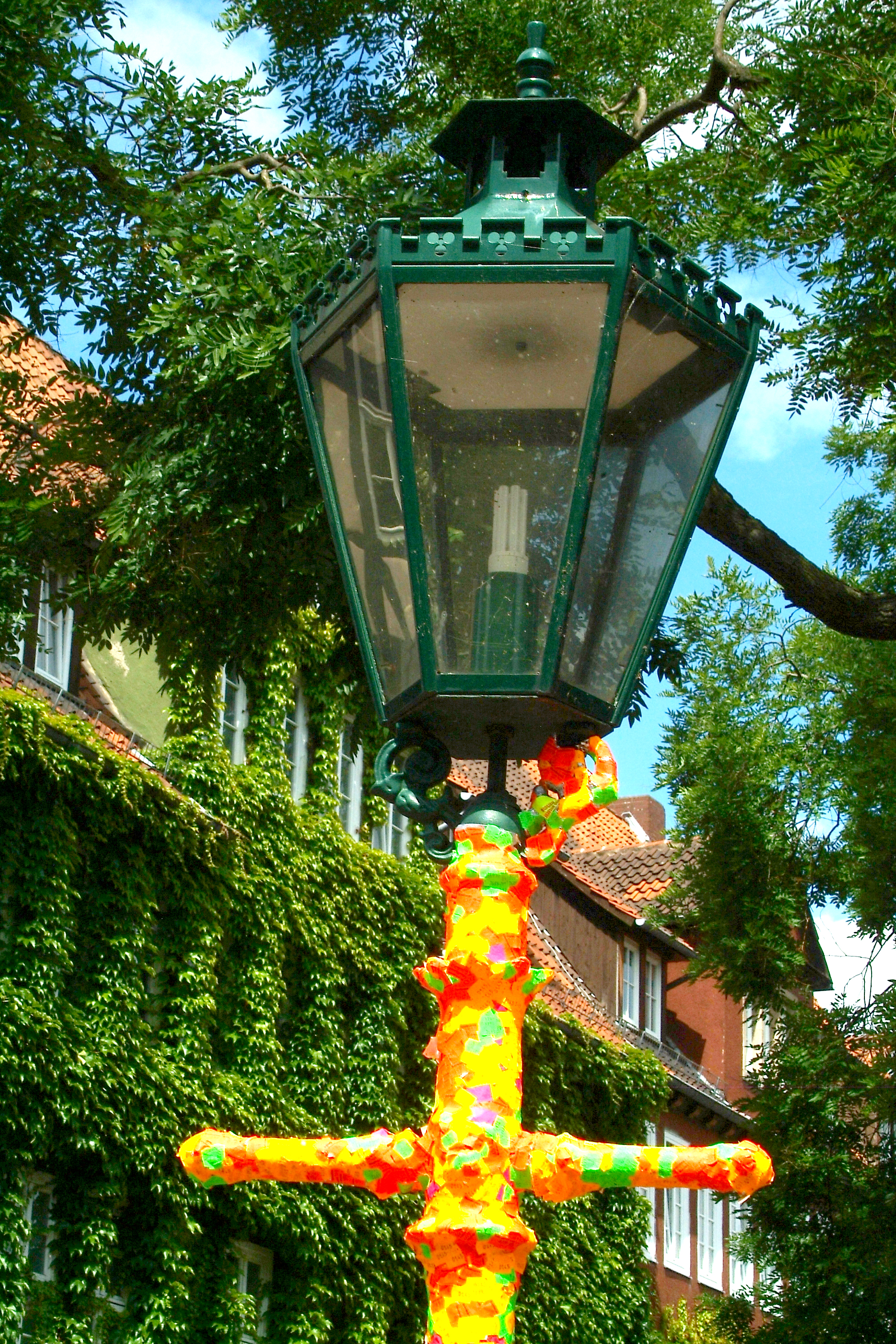
Beklebte Straßenlaterne am Ballhofplatz
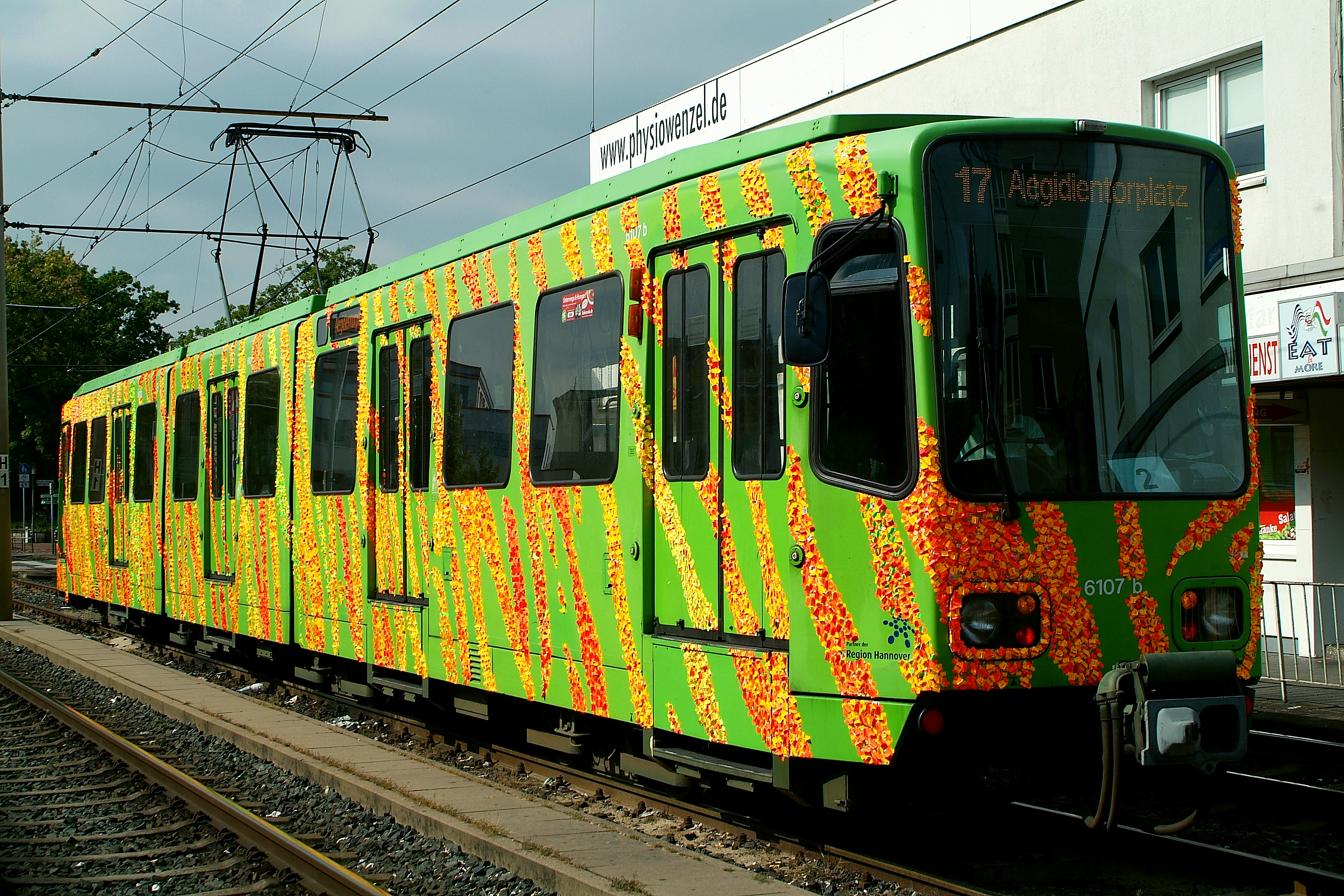
Künstlerisch gestaltete Straßenbahn Linie 17
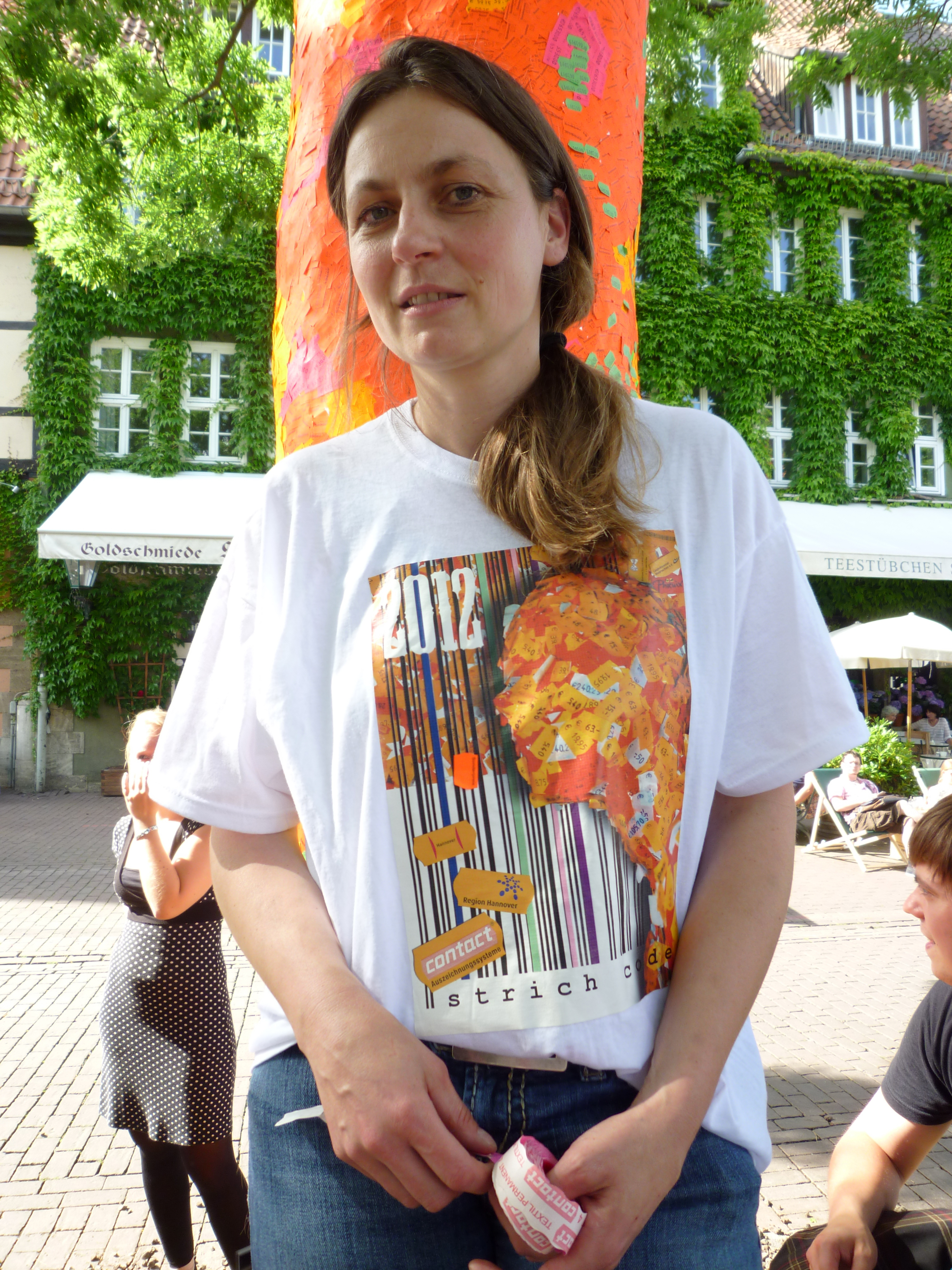
Die Künstlerin und Initiatorin der Schwarmkunstaktion Strich-Code Kerstin Schulz mit einer Rolle Preisetiketten